# Austro-Daimler
Austro-Daimler var et østrigsk datterselskab til det tyske Daimler-Benz,
Austro-Daimler blev i 1928 lagt sammen med Puch-Werke AG og i 1930 kom også Steyr-Werke AG med og firmaet blev til Steyr-Daimler-Puch.

## Historie
Austro-Daimler blev grundlagt som datterselskab til det af Gottlieb Daimler stiftede tyske Daimler-Motoren-Gesellschaft 1899. 1900 forlod den første bil fabrikken, som siden udbyggedes med produktion af busser, lastbiler og bådmotorer. I 1909 blev den østrigske del af Daimler udskilt som selvstændigt firma og i 1912 solgte det tyske Daimler sine aktier i Austro-Daimler. 1923 indgik Austro-Daimler en strategisk alliance med Puch, som førte frem til fusionen 1928.
Ferdinand Porsche arbejdede i begyndelsen af sin karriere i Austro-Daimler.

## Eksternt link
- Verein zur Pflege und Erhaltung österreichischer Daimler Fahrzeuge

| Østrig | Spire Denne artikel om et firma eller en virksomhed i Østrig er en spire som bør udbygges. Du er velkommen til at hjælpe Wikipedia ved at udvide den. |

- Wikimedia Commons har flere filer relateret til Austro-Daimler